# St. Bride's
St. Bride's är en ort i Kanada.   Den ligger i provinsen Newfoundland och Labrador, i den östra delen av landet, 1 700 km öster om huvudstaden Ottawa. St. Bride's ligger 51 meter över havet och antalet invånare är 386.
Terrängen runt St. Bride's är platt. Havet är nära St. Bride's västerut. Trakten runt St. Bride's är nära nog obefolkad, med mindre än två invånare per kvadratkilometer.. St. Bride's är det största samhället i trakten. 
Trakten runt St. Bride's består i huvudsak av gräsmarker.